# 奥亚 (蓬特韦德拉省)
奥亚（西班牙語：Oya）是西班牙加利西亚自治区蓬特韦德拉省的一个市镇。 总面积83平方公里，总人口2995人（2001年），人口密度36人/平方公里。